# San Miguel Dueñas

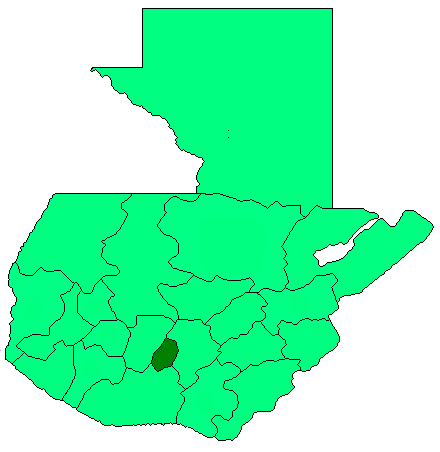
Localização de San Miguel Dueñas.

San Miguel Dueñas é uma cidade da Guatemala do departamento de Sacatepéquez. 